# Capasa chlorozonaria
Capasa chlorozonaria är en fjärilsart som beskrevs av Walker 1860. Capasa chlorozonaria ingår i släktet Capasa och familjen mätare. Inga underarter finns listade i Catalogue of Life.